# Muro en Cameros
Muro en Cameros é um município da Espanha
na província e comunidade autónoma de La Rioja, de área 15,99 km² com população de 34 habitantes (2007) e densidade populacional de 2,17 hab/km².

## Demografia
| Variação demográfica do município entre 1991 e 2004 | Variação demográfica do município entre 1991 e 2004 | Variação demográfica do município entre 1991 e 2004 | Variação demográfica do município entre 1991 e 2004 |
| --------------------------------------------------- | --------------------------------------------------- | --------------------------------------------------- | --------------------------------------------------- |
| 1991                                                | 1996                                                | 2001                                                | 2004                                                |
| 44                                                  | 43                                                  | 36                                                  | 35                                                  |